# Église Saint-Pancrace de Kraainem
L'église Saint-Pancrace (Sint-Pancratiuskerk en néerlandais) est une église classée de styles roman et gothique située sur le territoire de la commune belge de Kraainem, dans la province du Brabant flamand.

## Localisation
L'église Saint-Pancrace de Kraainem se dresse au centre du village ancien, juché sur une petite colline.

## Historique
La tour occidentale romane date du XIIe siècle,.
L'église d'origine avait une seule nef et un petit chœur roman. Une nef latérale est ajoutée au nord vers le XIIIe ou  XIVe siècle.
Le chœur roman est remplacé avec l'aide financière de l'Abbaye d'Affligem par un chœur de style gothique érigé vers 1500-1550,.
La Furie Espagnole (1575-1581) entraîne une destruction partielle de l'église, qui subit des réparations de 1609 à 1661. L'église est pillée en 1673 par les troupes françaises, et l'est à nouveau en 1711 durant la Guerre de succession d'Espagne.
Vers 1720, l'entrée qui était située au fond de la nef principale est remplacée par la porte de style baroque actuelle, percée dans la face sud de la tour.
En 1770, la nef est transformée sous la direction de l'architecte Egide Culp et dotée d'un deuxième collatéral, au sud.
À la fin du XIXe siècle, l'église échappe de justesse à une transformation complète en style néo-gothique, selon un projet établi en 1896 par Arthur Verhelle. C'est finalement un projet plus modeste de l'architecte Jules-Jacques Van Ysendyck qui est retenu : un baptistère est ajouté au pied de la tour, les fenêtres de la nef sont remplacées par les baies géminées que l'on peut voir actuellement et les fenêtres du chœur, qui n'avaient plus de remplage et étaient en partie murées, sont restaurées entre 1900 et 1906.

## Classement
L'église est classée comme monument historique depuis le 25 mars 1938 et figure à l'inventaire du patrimoine immobilier de la Région flamande sous la référence 39908.
L'ensemble formé par l'église, le cimetière qui l'entoure et le mur de clôture sont classés comme monument historique depuis le 30 septembre 2014.

## Architecture extérieure
À l'ouest, l'église présente une tour en moellons, dont la base est entourée de tous côtés d'avant-corps couverts d'une toiture en appentis et soutenus par de puissants contreforts. L'avant-corps situé au sud est percé d'une porte baroque. Au pied de la tour, du côté nord, se dresse le baptistère néo-roman ajouté au début du XXe siècle lors de la rénovation effectuée par l'architecte Jules-Jacques Van Ysendyck. 
La tour présente plusieurs niveaux, en léger retrait l'un par rapport à l'autre : au dernier étage, elle est percée sur trois de ses faces d'une baie campanaire agrémentée d'une horloge. Elle est surmontée par une flèche octogonale à base carrée débordante recouverte d'ardoises et terminée par une croix surmontée d'un coq.
À l'est, se dresse un élégant chevet composé de deux travées de chœur et d'une abside à trois pans, couvertes d'ardoises. Rythmé par de puissants contreforts, ce chevet est percé de grandes baies de style ogival dont les remplages ont été refaits entre 1900 et 1906 lors de la restauration menée par Van Ysendyck.
Entre les deux, la nef présente des façades latérales percées chacune de deux paires de baies géminées en plein cintre.

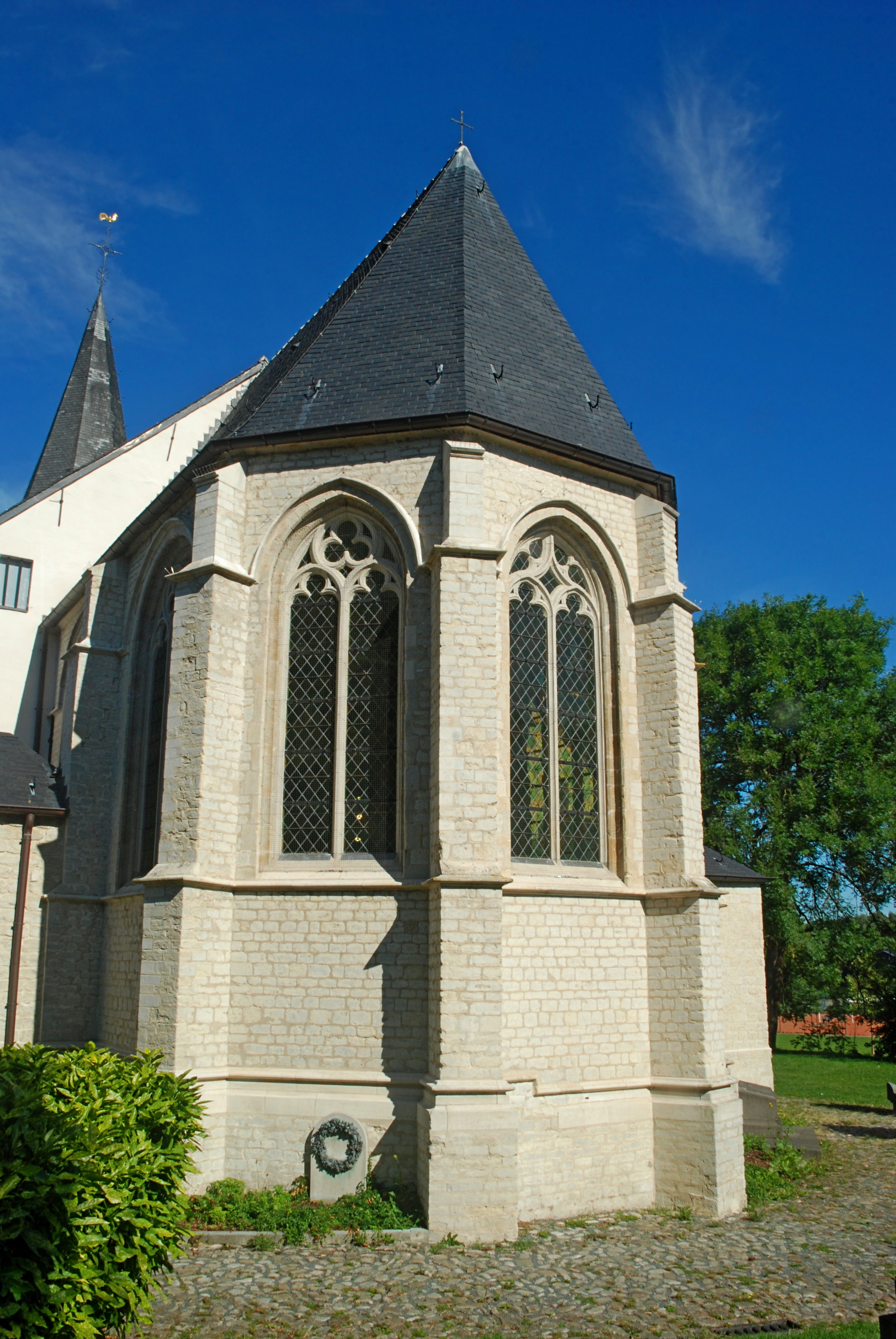
Chevet.
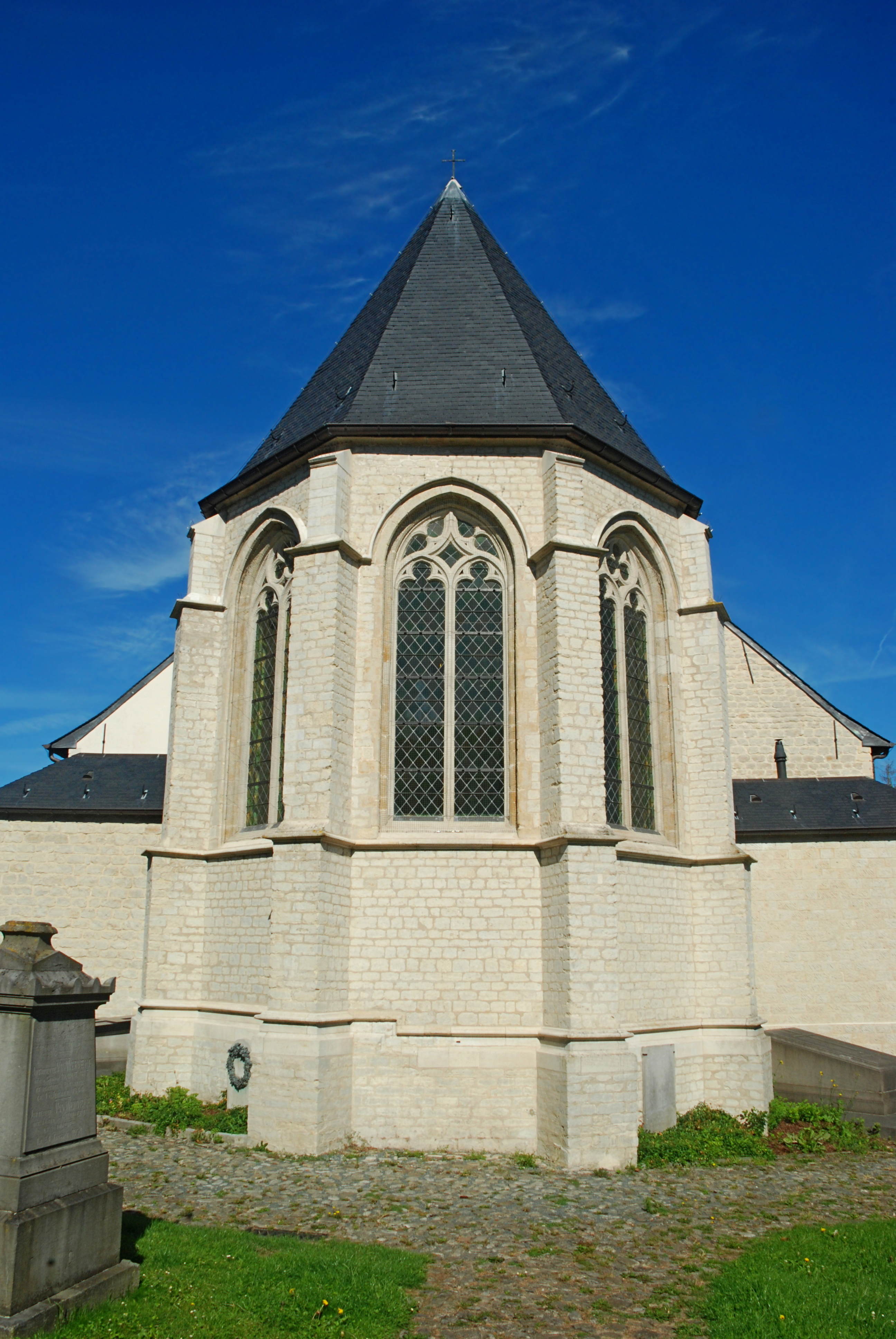
Chevet.
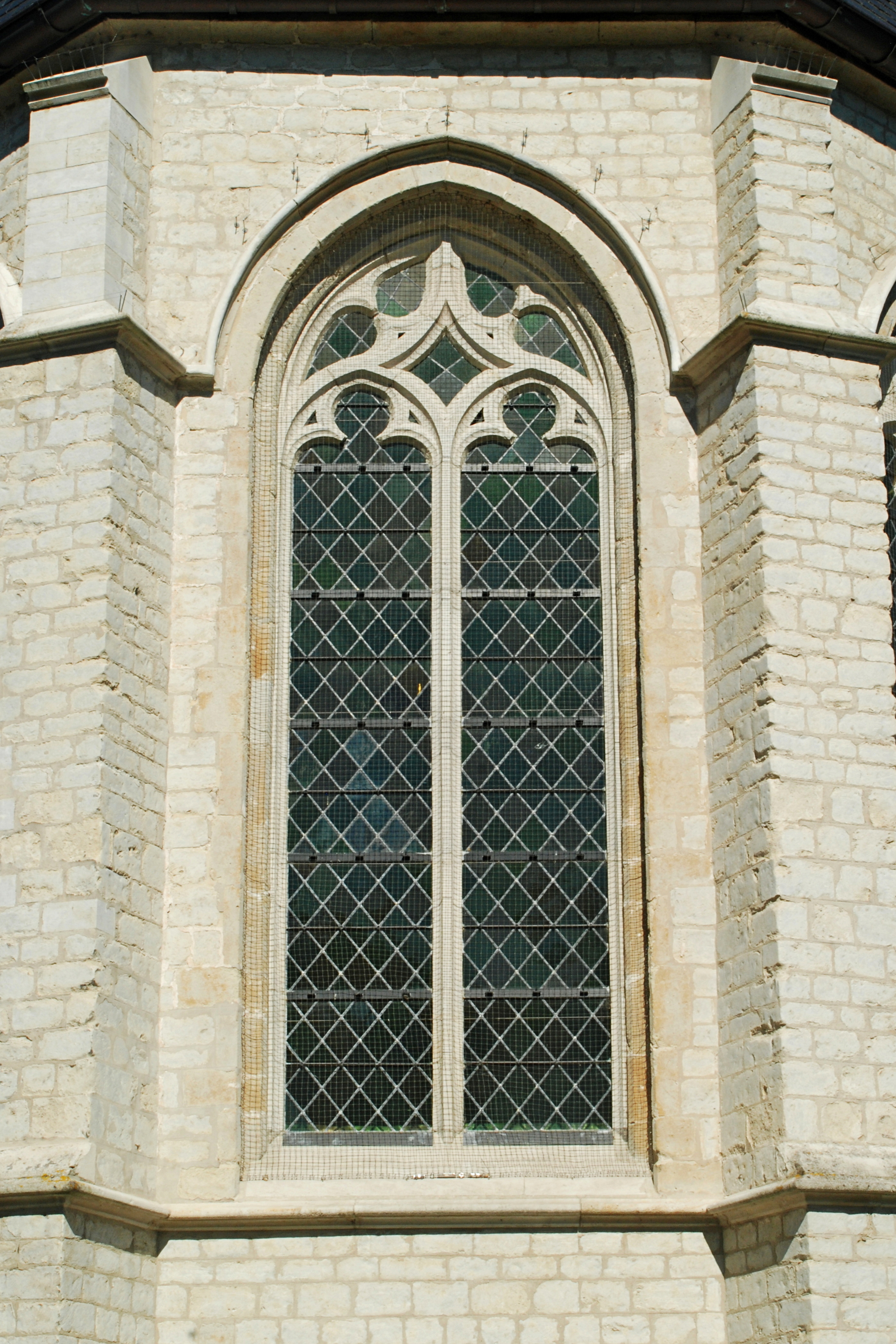
Baie ogivale.
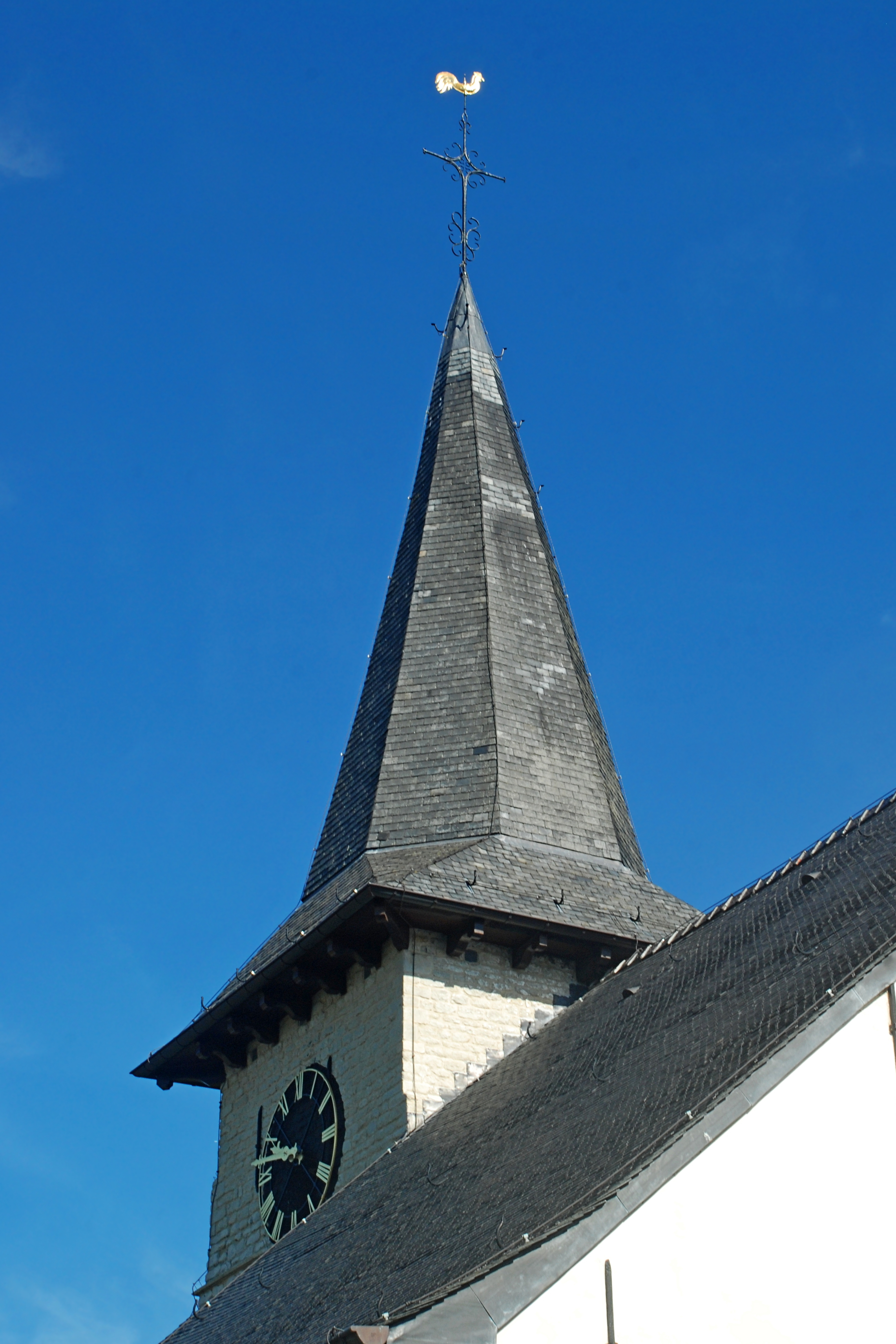
Flèche du clocher.

## Architecture intérieure
Le rez-de-chaussée de la tour est couvert d'une voûte d'arêtes qui repose aux angles sur de courtes colonnes sommées de chapiteaux cubiques.
Un seul des quatre chapiteaux (celui de l'angle nord-ouest) a conservé sa décoration romane primitive, constituée d'une tête de bélier stylisée. Le tailloir de ce chapiteau est orné d'une double rangée de losanges.

Le rez-de-chaussée de la tour
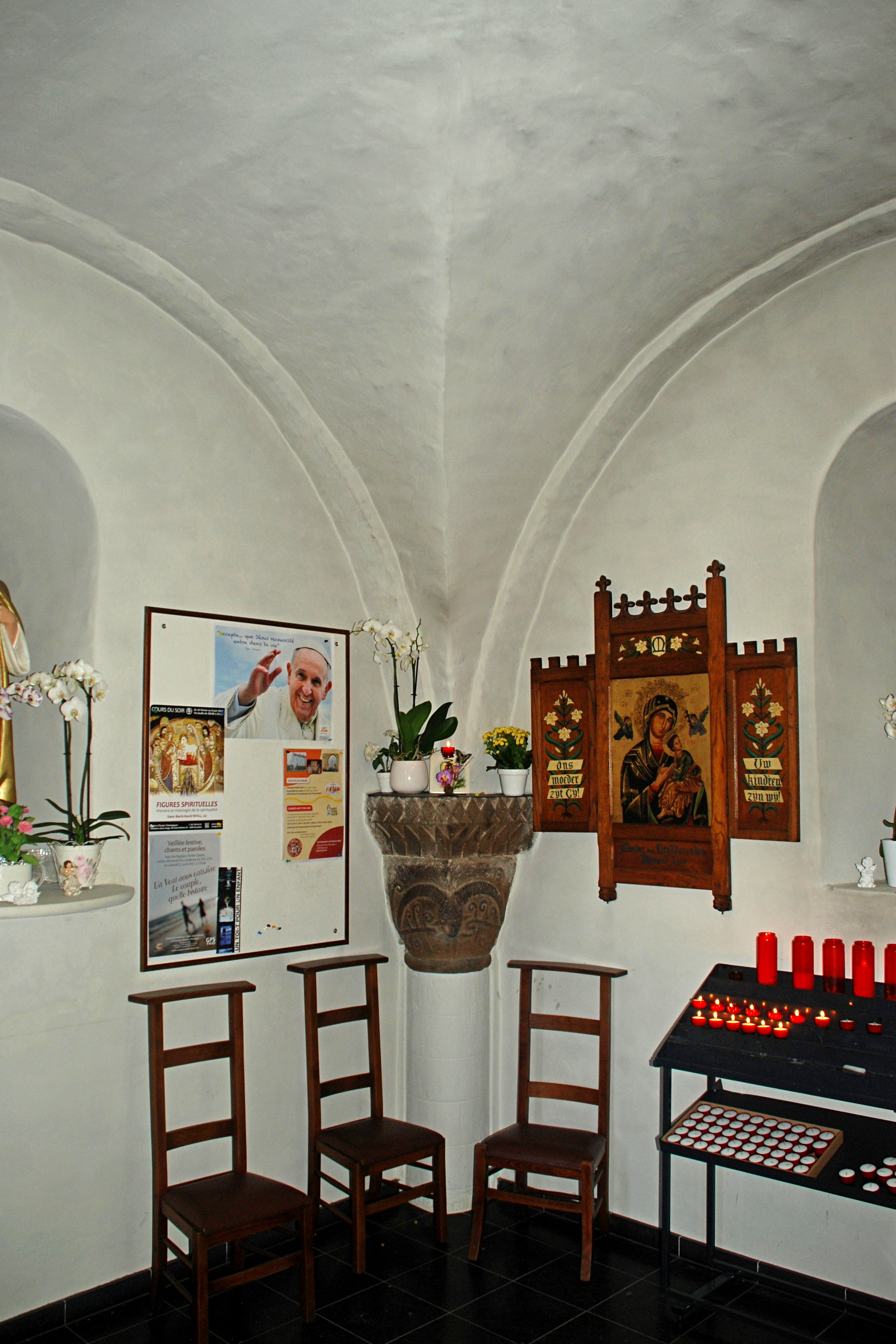
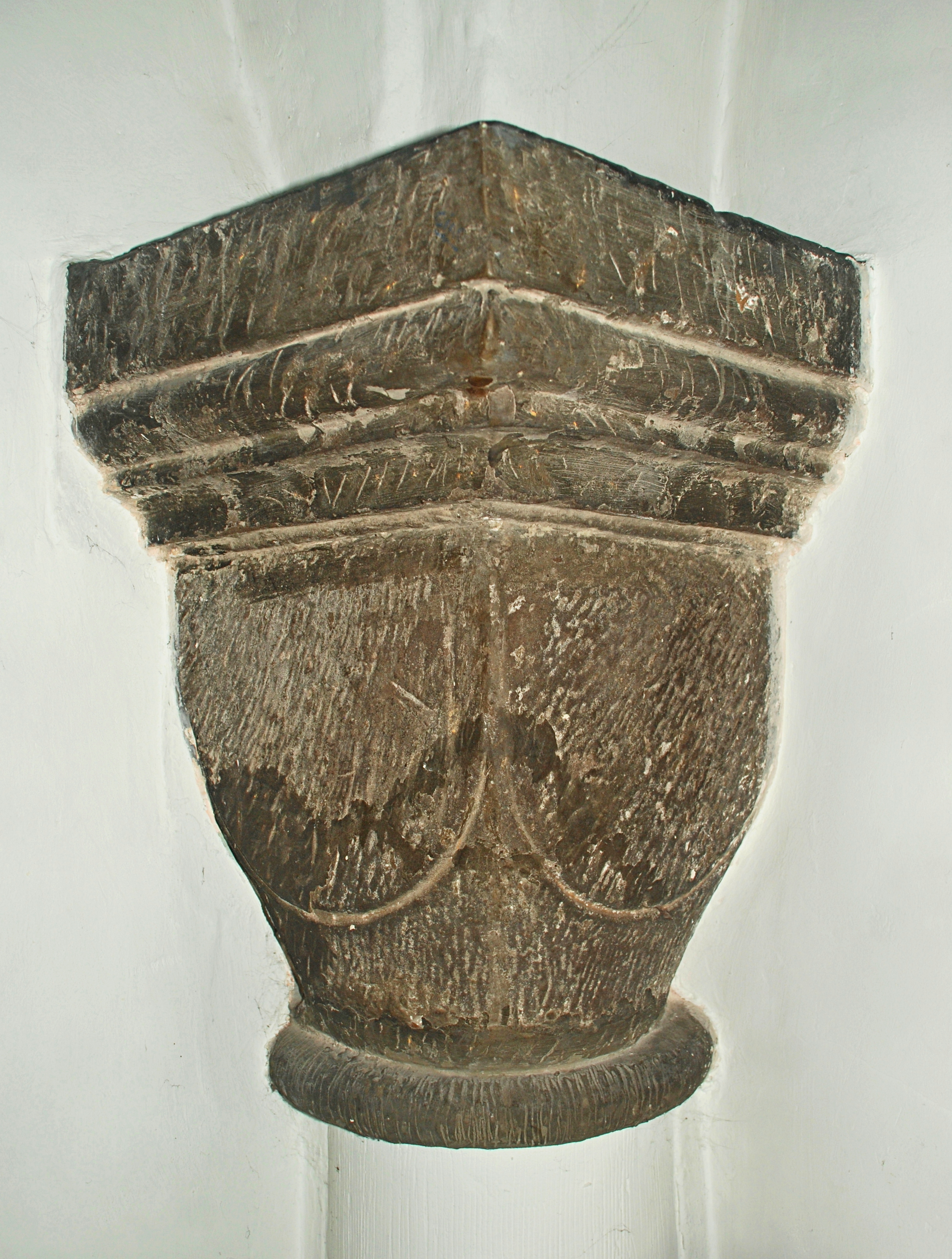
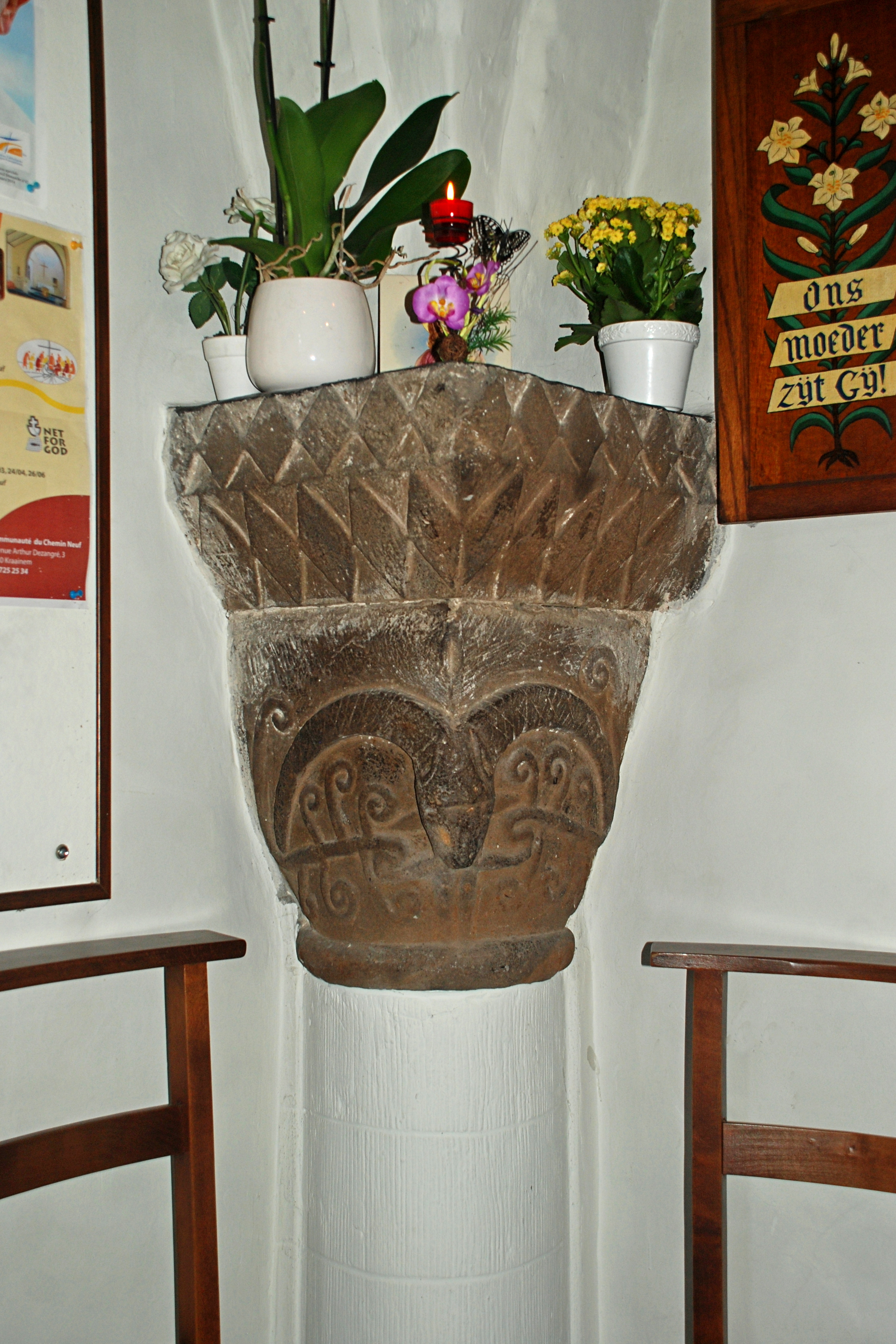
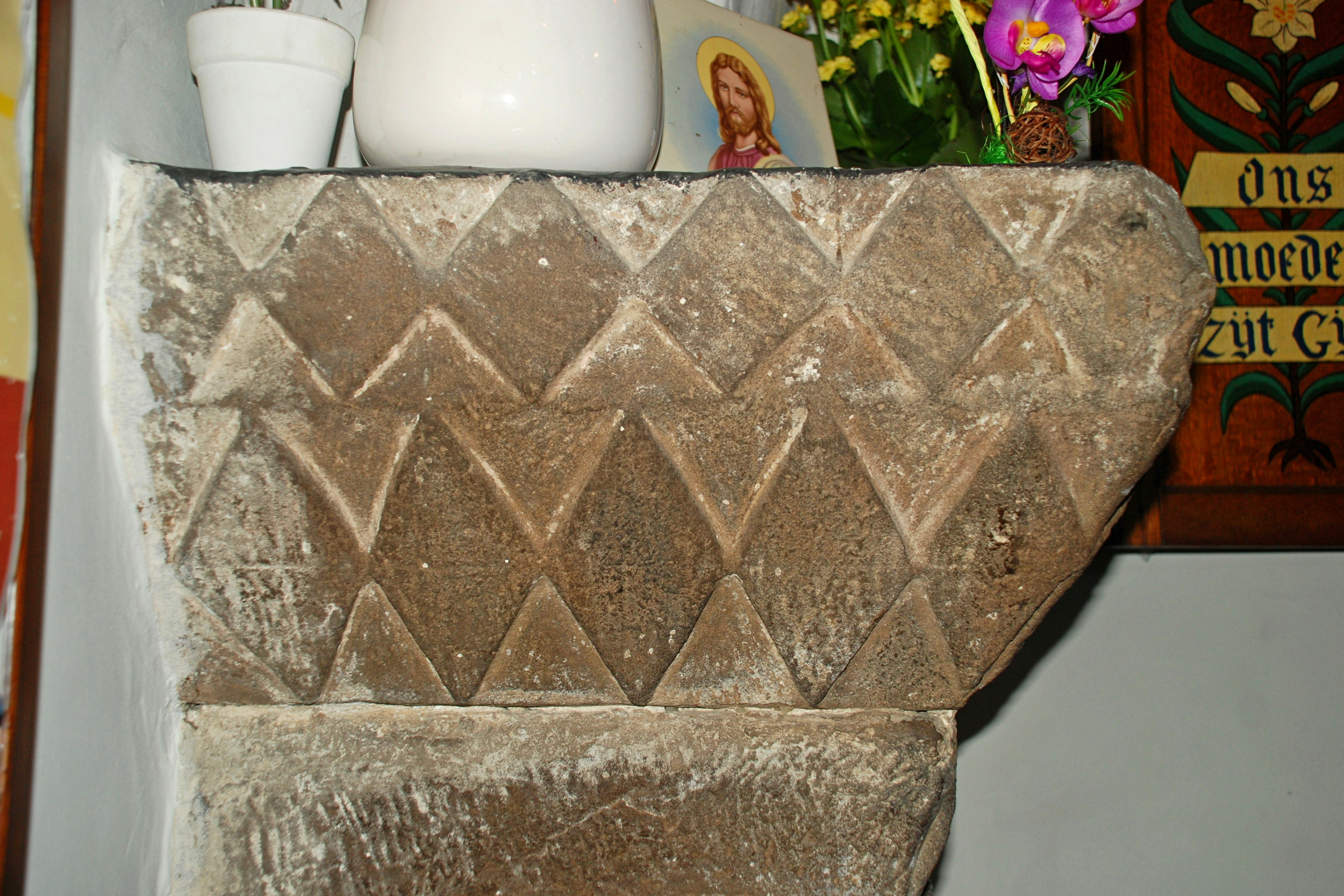